# Paul Fiedler
Paul Fiedler von Jürgen (Zeltweg, 23 giugno 1861 – Graz, 24 aprile 1919) è stato un ammiraglio austriaco, che durante la sua carriera fu comandante dell'incrociatore corazzato Sankt Georg e delle navi da battaglia Erzherzog Franz Ferdinand e Radetzky. Durante la prima guerra mondiale ricoprì gli incarichi di comandante della 1ª Divisione incrociatori (Kreuzerflottille), e in seguito di Ammiraglio comandante della base navale di Pola. Durante lo svolgimento di quest'ultimo compito ebbe un ruolo di primo piano nella repressione dell'Ammutinamento di Cattaro, scoppiato sulle navi della flotta tra il 1 e il 3 febbraio 1918.

## Biografia

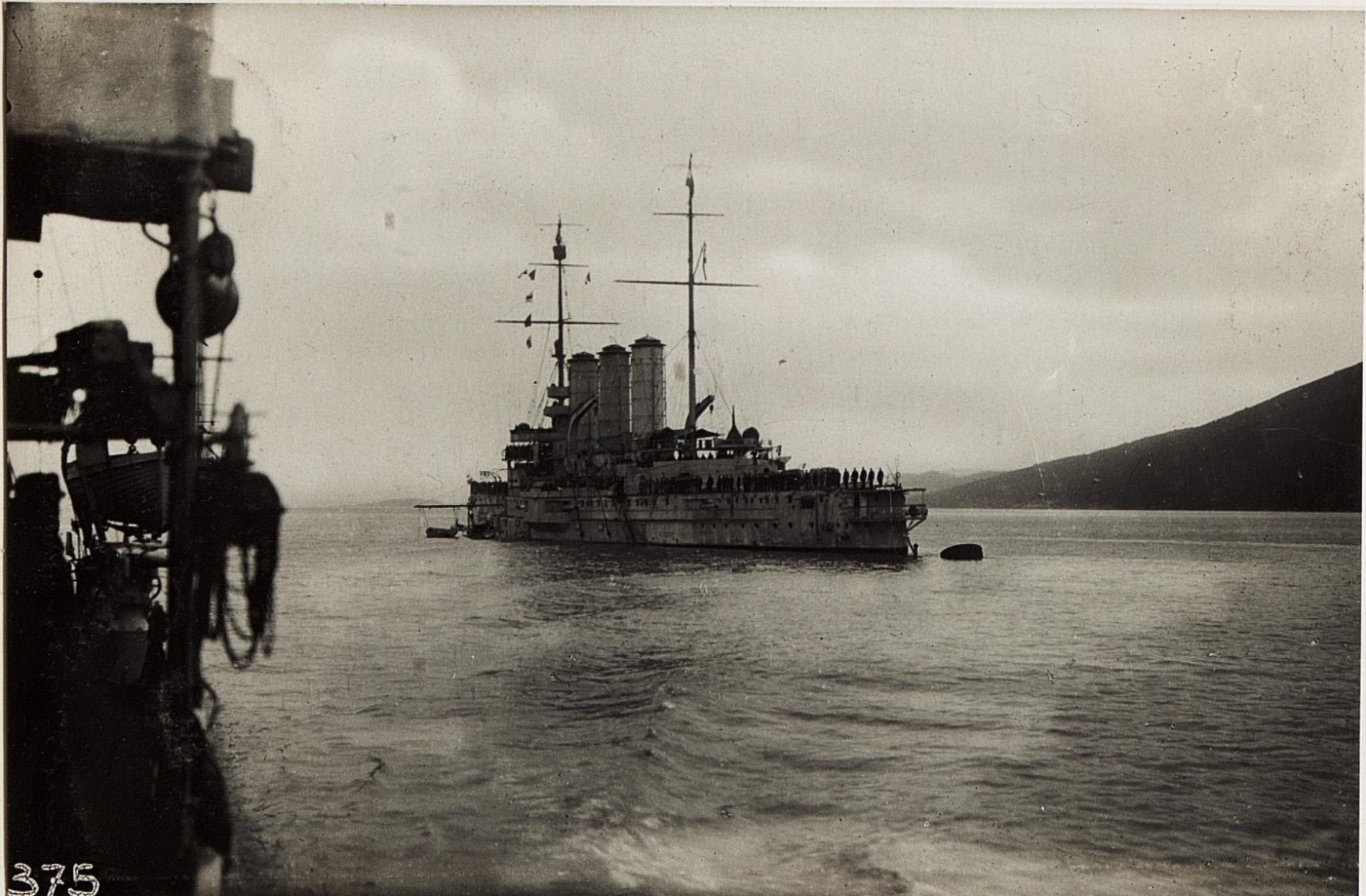
L'incrociatore corazzato Sankt Georg alla fonda.

Nacque a Zeltweg il 23 giugno 1861, figlio Julius Fiedler, direttore della Maschinenfabrik des Werkes Zeltweg. Trascorse la sua infanzia nella città natale ma frequentò la scuola elementare a Voitsberg, e dopo aver concluso la scuola secondaria entrò alla k.u.k. Marineakademie di Fiume.
Ottenuto il brevetto di ufficiale presso la Marineakademie di Fiume, con ottimi voti, prestò servizio in mare, imbarcandosi dapprima sulla fregata corazzata Lissa, e poi sulla fregata Laudon e sulle corvette Helgoland, Aurore, Donau e Erzherzog Friedrich. In seguito fu istruttore sulla nave da battaglia Kronprinz Erzherzog Rudolf, prendendo parte come ufficiale di rotta, tra il 1891 e il 1893, alla circumnavigazione del globo effettuata dalla corvetta Fasana. Tra 1896 e il 1897 frequentò la Scuola ufficiali torpedinieri (Torpedooffzierskurs), e quindi si imbarcò come Gesamtdetailoffizier sul piroscafo Pola, che effettuò una spedizione esplorativa nel Mar Rosso. 
Il 15 maggio 1898 assunse il suo primo comando, la torpediniera No.17 (ex Viper), cui ne seguirono molti altri, tra cui l'incrociatore corazzato Sankt Georg e le navi da battaglia Erzherzog Franz Ferdinand e Radetzky. A bordo di quest'ultima nave fu inviato in Gran Bretagna per presenziare all'incoronazione di Re Giorgio V. Dopo la sua promozione a konteradmiral  fu comandante della flottiglia incrociatori (Kreuzerflottille) mobilitata in occasione della prima e seconda guerra balcanica (1912-1913).
Poco prima dello scoppio della prima guerra mondiale fu promosso vizeadmiral, assumendo l'incarico di comandante della 1ª Divisione incrociatori, ed alzando la sua insegna a bordo dell'incrociatore corazzato  Sankt Georg. Il 7 agosto 1914 salpò con i suoi incrociatori corazzati al seguito della flotta da battaglia al diretto comando dell'ammiraglio Anton Haus, che doveva incontrarsi con le navi tedesche dell'ammiraglio Wilhelm Souchon per scortarle al sicuro nelle acque austro-ungariche. Si trattava di una squadra navale imponente, sei navi da battaglia,  due incrociatori corazzati, sei cacciatorpediniere e 13 torpediniere. Tale incontro non ebbe mai luogo perché le navi tedesche si diressero verso la Turchia, entrando nello stretto dei Dardanelli, e le navi austro-ungariche rientrarono a Pola la sera del giorno 8, senza avere impegnato combattimento. Dopo l'entrata in guerra dell'Regno d'Italia, avvenuta il 24 maggio 1915, condusse le sue unità più veloci in diversi attacchi contro la costa italiana.
Il 5 marzo 1917, sostituito dal contrammiraglio Alexander Hansa, assunse l'incarico di ammiraglio comandante della base navale di Pola Ricoprì tale incarico, uno dei più prestigiosi della k.u.k. Kriegsmarine fino al 18 agosto 1918, e nel febbraio di quell'anno, insieme all'ammiraglio von Keil e al viceammiraglio Seidensacher, fece parte della corte marziale che giudicò e condannò a morte gli ammutinati di Cattaro. Il 31 ottobre dello stesso anno la marina imperiale cessò praticamente di esistere, in quanto le navi furono cedute al neocostituito Stato degli Sloveni, Croati e Serbi, ed il 4 novembre fu firmato l'armistizio con l'Italia. Il 1 gennaio 1919, su sua richiesta, fu messo in pensione, e si spense a Graz il 24 aprile dello stesso anno.
A partire dal 25 giugno 1918 gli era stato concesso di aggiungere al suo cognome il predicato nobiliare di  "von Jürgen".

### Annotazioni
1. ↑  Che fu sua nave di bandiera tra il 4 agosto 1914 e il 4 marzo 1917.
2. ↑  Composta dalla I e II Divisione agli ordini dell'ammiraglio Maximilian Njegovan.
3. ↑  Corazzate Viribus Unitis, Tegetthoff, Prinz Eugen, Erzherzog Franz Ferdinand, Radetzky e Zrinyi.
4. ↑  In lingua austriaca: Hafenadmiral und Kriegshafen-Kommandant von Pola.

### Fonti
1. 1 2  Schmidt-Brentano 2000, pp. 520-526.
2. ↑  Greger 1976, p. 16.
3. ↑  Greger 1976, p. 53.
4. ↑  Greger 1976, p. 21.
5. ↑  Greger 1976, p. 23.
6. 1 2 3  Sondhaus 1994, p. 257.
7. 1 2 3  Halpern 2009, p. 77.